# Mesene nola
Mesene nola är en fjärilsart som beskrevs av Herrich-Schäffer 1858. Mesene nola ingår i släktet Mesene och familjen Riodinidae. Inga underarter finns listade i Catalogue of Life.